# 北勢 (桃園市平鎮區)
北勢，是臺灣桃園市平鎮區的一個傳統地域名稱，也是全區行政中心所在地，位於該區北部偏東。相較於今日行政區，其範圍大致包括北勢里、北安里、新勢里、新榮里、新英里、新富里、北華里、金陵里、北興里、新貴里、北貴里、北富里、龍恩里西北部新街溪以西部分。
本地區北部因緊鄰中壢老街，已發展成為中壢市區的一部分，是平鎮區人口最密集、且發展最快的聚落，宛如成為平鎮實質上的發展重心。

## 歷史
台灣清治末期至日治初期，北勢地區為一街庄，稱為「北勢庄」，隸屬於桃澗堡。日治初期「北勢庄」部分區域劃分為後寮庄、社仔庄、南勢庄。該庄北邊東段與興南庄為鄰，東以陸界及新街溪與石頭庄、社仔庄為界，南邊東段為東勢庄，南邊中段以陸界及老街溪與南勢庄為界，南邊西段、西邊及北邊西段隔老街溪分別與安平鎮庄、宋屋庄、三座屋庄為界。
在早年的防衛斥哨站中，北勢是較為薄弱的，主因是靠近中壢，較早開發，反而成為居住及作買賣生意的地方，而「牛埔仔」、「馬場」、「豬埔仔」等三個北勢代表性場所，而後隨著生活型態改變，歷史的陳跡也就逐漸消失。而有記錄的開墾者為乾隆三十年溫庭協與鍾朝和的諸協和墾業團體開闢安平鎮及北勢庄，並與三崇宮之開基有關，而北勢庄開發跟漳州人郭樽於乾隆三十年率領族人到中壢驅番設隘相關。
清道光年間，有板橋林家(林鶴壽)、中壢老街郭家(郭番、郭新智)、大溪蕭家(蕭興邦)、新竹市林家(林義煥)等大墾戶，在北勢庄購入大量土地成為當地大墾戶。
1901年（日治明治三十四年）11月，全台廢縣廳改設二十廳，該庄隸屬於桃仔園廳。1903年（明治三十六年），改名桃園廳。1909年（明治四十二年）10月，合併二十廳為十二廳，該庄隸屬不變。1920年（大正九年），廢十二廳改設五州二廳，該庄改制為「北勢」大字，隸屬於新竹州中壢郡平鎮庄。
《臺灣日日新報》在 1930年5月8日，第四版報導了一則〈平鎮庄轄北勢請願編入為中壢街〉的新聞，因1929年中壢街昇格之後，由於中壢街區域內的庄可以獲得較多的資源，例如公共建設的設立，所以發展也比其他庄來得快，因此北勢庄也希望能夠合併到中壢街，北勢庄庄民就認為他們較接近中壢，離平鎮較遠，如果編入中壢街，會有助於他們的發展，也可以讓他們得到更多的便利，於是當時他們共同集會，向當局提出編入中壢街的請願申請。最後的結果，北勢庄未編入中壢街的庄。為了維持與中壢街同等地位，享有共同利益，當年之後制定了更為明確的輪庄制度，以人為力量來凝聚十三庄的向心力。其次，中壢街的昇格，使街市中心「中壢老街」獲得更多發展的機會，成為各庄中資本最豐厚的一庄，所以輪庄時十三庄庄民將老街獨立劃為一區。
戰後平鎮庄改制為平鎮鄉，隸屬於新竹縣，大字亦改制為村。1950年桃、竹、苗分治，平鎮鄉改隸屬於桃園縣。1992年3月，平鎮鄉因人口達15萬而改制為平鎮市，村改制為里。2014年12月，桃園縣升格為直轄桃園市，平鎮市改制為平鎮區。
本地區因人口增加，已分拆為多個里。
| 里名   | 鄰數 | 人口數 | 主要聚落                   | 里長   |
| ------ | ---- | ------ | -------------------------- | ------ |
| 新勢里 | 41   | 4,450  | 新勢、豬埔仔               | 李金興 |
| 新富里 | 37   | 7,769  | 市區                       | 梁瑞其 |
| 北勢里 | 21   | 2,931  | 市區                       | 張寶鈿 |
| 北興里 | 36   | 4,840  | 忠愛新村、山後、牛埔、崩崁 | 莊訓城 |
| 北貴里 | 30   | 4,928  | 獅子林                     | 張寶珠 |
| 新貴里 | 28   | 3,689  | 李厝、莊厝                 | 劉玉蓮 |
| 北富里 | 30   | 4,581  | 金陵華城、莊厝、橋頭       | 游振乾 |
| 新榮里 | 37   | 6,078  | 市區                       | 鄧秀真 |
| 金陵里 | 26   | 3,557  | 北勢新村、大統別莊         | 莊育勝 |
| 北安里 | 18   | 1,903  | 市區                       | 吳振春 |
| 北華里 | 22   | 4,684  | 市區                       | 鄧爕墩 |
| 新英里 | 19   | 4,516  | 北勢                       | 秦耀舜 |

## 聚落
本地區發展較早的聚落有下崩崁、上崩崁（頂崩崁）、山背（山後）、楊寮、牛埔仔、水頭、上北勢、水尾(部分)等，在日治期初期的官方地圖上已有記載。其後因本地區北部緊臨中壢老街，還有其他的聚落，如:田頭、大草埔、田尾、豬埔仔、馬寮、頂埤、崩埤腳、社尾、十崁仔、李厝、關爺埤、莊厝、大湳尾(部分)等，環南路以北地區已發展成為中壢市區的一部分。

大湳尾
位於北勢庄與宋屋庄交接地帶，現今為平鎮區位於義民里南部、新榮里附近，位處老街溪的河床，地勢低窪容易積水，地質因而鬆軟泥濘，而被稱為「大湳」，「湳」為閩式地名，意思為積水的沼澤或鬆軟的泥地，加上位於下游地帶水尾之處，故取名為「大湳尾」。
馬寮
(或稱馬場)因早年此為公有地，作為買賣馬匹繁殖之場所，原是日本時代日軍飼養馬匹之處，故得此名，後來工地改建為公家宿舍及學校。位於今天的新勢里中壢國中附近德育路一段，中壢國中側門對面95巷之處。
牛埔仔
位於現今興埔路、關爺北路及關爺西路一帶，「牛埔」常見於閩南庄區域，為區域墾荒初期為放牛埔之地，放牛群聚成習，早年此為一大片草埔地，為農民買賣耕牛，或牛販養牛待價而沽之地，故得此名。
大草埔(獅子林)
位於現今北富里及北貴里一帶，早年屬大片草原之地，為農放牛之處，故稱此名。民國67年新光建設公司，來此設立許多工廠，而後將這片草原買下並蓋房子。之後更於此地設立了許多工廠，在金陵路三段、大仁街、大智街交會處，蓋了一座獅子林戲院，自此本地就以「獅子林」取代原有地名。
楊寮
位於現今北興里南側及正義路一帶，楊寮原為飼羊者搭寮之地，故稱羊寮。後「羊」因同音訛轉為「楊」，改稱為楊寮。「牛埔仔」、「楊寮」及「大草埔」三個聚落互為毗鄰，現為住商混合區。
豬埔仔
位於現今平鎮區新勢里北側、老街溪東岸、中壢中正路以南，緊靠著中壢老街最早開發的中正橋頭。早期，中壢以盛產「桃園豬」著名，而中壢最早的豬市就在豬埔仔一帶。來自四方的商人在這裡賣了豬，攢了些錢，就逕自在附近賣醉逍遙，於是這裡開了許多酒家餐館，因為鬧市鄰近豬市，因此名曰「豬埔仔」。
古早時，豬埔仔聲名遠播，只要提起中壢，人們想到的就是豬埔仔的繁華及風月。也由於私娼和賭場等利益龐大，早年中壢豬埔仔的黑幫也曾逞凶一時，成為全國重要的角頭之一。
社尾
位於現今北貴里東側、龍恩里西北側一帶，為社仔庄的尾段，因此稱為社尾。
上、下崩崁
上崩崁位於今日桃園平鎮區北興里東南側，下崩崁位於今日平鎮區北興里東北側，地名來由是因溪岸受流水沖激崩坍而成懸崖狀，北邊地勢較低，故稱為下崩崁；南邊地勢較高，故稱為上崩崁。閩式稱「崩崁」與客式稱「崩崖」。
十崁仔
位於平鎮區康樂路、龍岡路及縱貫路口一帶。閩式「崁」與客式「崖」為陡坡之意。或意「十間商舖」，如:新竹竹北「三崁店」、臺北大同「四崁仔」、新北淡水「九崁」、宜蘭市「十六崁」、彰化秀水「十一崁」、台南永康「三崁店」，均為「商舖」之意。

## 世居宗族與世居居民
世居宗族與世居居民指的是「向上推三代即已定居本聚落的宗族及居民；或該宗族及居民定根本地已經超過120年（即臺灣割讓日本前的清末）」。
北勢區域最早入墾宗族為自廣東潮州普寧遷入鍾氏家族，人數最為之眾為自廣東潮州潮安移民的莊氏大型宗族。本區域也是北台灣潮州府移民的集中地。
莊氏:自福建永春縣桃源移居广东潮州潮安縣江東鎮，屬潮州閩南，渡台自桃園市樹林遷中壢後寮及平鎮北勢。
劉氏:自福建漳州漳浦縣移居广东潮州潮安縣浮洋鎮，屬潮州閩南，渡台自新北市板橋遷平鎮南勢及北勢地區。
巫許氏:自福建漳州南靖縣移居广东汕頭澄海隆都鎮再遷居潮州饒平縣浮濱鎮，屬潮州閩南，渡台遷平鎮山仔頂及北勢。
王氏:自福建寧化縣石壁移居廣東潮州饒平縣新塘鎮再移居新豐鎮，屬客底潮州閩南，渡台自新北市新莊遷南崁再遷龜山最終居平鎮東勢及北勢。
楊氏:有兩派，一派自福建寧化縣石壁移居廣東潮州大埔縣百侯鎮再移居饒平縣浮濱鎮，屬客底潮州閩南，渡台自台南遷雲林西螺再遷中壢老街及平鎮。
另一派「楊氏」自福建福州移居漳州漳浦縣佛潭鎮，屬漳州閩南，渡台自新北市板橋遷桃園大溪再遷東勢及北勢。
袁氏:自廣東揭陽普寧市梅塘镇移居潮州饒平縣上饒鎮，屬潮州客福佬，渡台自新北市鶯歌橋仔頭遷八德關路缺及平鎮。
陳氏:自福建寧化縣石壁移居廣東潮州饒平縣饒洋鎮，屬潮州客家，渡台自淡水遷台北內湖再遷平鎮社仔及北勢。
鍾氏:自广东梅州豐順縣移居揭陽普寧市鮜溪鄉，屬潮州客家，渡台自清乾隆平鎮北勢定居。
黃氏:自福建泉州鯉城移居移居漳州詔安縣梅嶺鎮，屬漳州閩南，渡台自新北市鶯歌遷桃園大溪再遷龍潭九座寮、平鎮東勢及北勢。
簡氏:自福建汀州上杭縣移居移居漳州南靖縣書洋鎮，屬客底漳州閩南，渡台自新北市板橋遷大溪再遷平鎮宋屋、北勢及東勢。
李氏:自福建龍巖永定移居移居漳州南靖縣梅林鎮，屬漳州福佬客，渡台遷平鎮及八德霄裡。
呂氏:自福建汀州寧化石壁移居詔安縣二都秀篆鎮，屬漳州福佬客，渡台自新北市土城大安寮再遷八德下庄子再遷平鎮。
邱氏:自福建汀州上杭縣移居詔安縣二都秀篆鎮，屬漳州福佬客，渡台自八德溝後遷新北市土城再遷平鎮北勢水尾。
游氏:自福建汀州寧化縣移居上杭縣再移居漳州詔安縣二都秀篆鎮，屬漳州福佬客，渡台自大園埔心遷龍潭及平鎮。
葉氏:自广东梅州移居韶關市南雄再移居汕尾市陸河縣螺溪鎮，屬惠州海陸豐客家，渡台遷澎湖自桃園桃澗堡再遷平鎮東勢及北勢。

## 本地語言
平鎮北勢位於桃園中南部地區，屬客語區邊緣地帶及各姓氏宗族具備雙語能力，又北勢緊鄰中壢老街，中壢老街一帶主要通行語言為漳腔閩語及少許客家語，因部分平鎮北勢、東勢世居宗族及居民可以使用漳系閩語，後期平鎮北勢、東勢則統一改講漳腔臺灣語及客家語。

## 宗教信仰
平鎮北勢信仰福德正神及桃園地區閩南人也稱伯公，北勢各處均有。
平鎮北勢皆信仰三官大帝漳州人稱之三界公，位於北勢三崇宮。
平鎮北勢信仰開漳聖王（三王公），位於東勢建安宮、南勢南蒼宮、安平鎮鎮安宮、山仔頂福林宮、北勢三崇宮。
平鎮北勢信仰義民爺，於平鎮褒忠祠義民廟。
平鎮北勢信仰媽祖，位於北勢三崇宮、中壢仁海宮。
- 北勢“三崇宮”

三崇宮  位於新榮里，背倚振興路，居高興建面向廟前公園綠地，原名由主祀神而得三界廟。
三崇宮主奉祀三官大帝，緣自大陸福建、漳州府先民渡海來台隨即恭迎三界公香爐早晚奉祀，乾隆三十年(1765)正是漳州籍郭家業主上溯老街溪開墾澗仔壢的年代，依據三崇宮沿革所稱的漳州籍先民，可能指的是郭家，北勢的拓墾在郭家招佃開墾下，乾隆三十年(1765)已大致完成。
依據廟史記載：清代乾隆三十年間，迎祀三界爺神宮奉，卜居安平鎮北勢庄，幸蒙三界公神靈顯赫，信徒日增，遂成本境居民之信仰中心，是時尚無金身廟宇，每年農曆五月十五日為祈福日，農曆八月十三日為主祀之祭典日期（平安戲）。臨時以三界公壇為祭典場所，並擲筊為據，抉擇翌年爐主，輪流供奉。由爐主恭迎三官大帝錫爐返家中奉祀，相沿成習，凡庶民有厄求之無不靈驗，自此遠近信徒激增，地方平安，因而成為地方民眾之信仰中心，於是在每年農曆正月十五日及八月十三日舉行春秋兩祭，輪值供祭。
- 北勢“開漳聖王”

開漳聖王  主要是以漳洲郭家勢力範圍、北勢、東勢建安宮，其他還有南勢南蒼宮、安平鎮鎮安宮、山仔頂福林宮及當地居民信仰對象。
開漳聖王名陳元光，對閩南的開發做出了重大貢獻，奠定漳州發展的功績。正史關於此人的記載皆無，而相關民間信仰書籍對於開漳聖王由來， 多提及開漳聖王又稱陳聖王、陳府將軍、威惠聖王、聖王公等。
平鎮區兩大輪值宮廟，則以東勢建安宮開漳聖王及宋屋褒忠祠義民爺兩者為首。以現今的行政區域，平鎮區的四十六個里中，在南勢庄以中豐路及平南國中為劃分依據，將原本的南勢庄切成兩個部分，因此南勢里（部分）、平南里、金星里（部分）為建安宮輪值祭祀範圍，加上東側一共涵蓋二十個里，而平安里、金星里（部分）、南勢里（部分），再加上西北側的範圍，一共有二十八個里，為褒忠祠義民廟輪值祭祀範圍，原則上各包括四個大庄，可說是平鎮區兩大重要跨鄰里輪值宮廟，彼此互不重疊，因此建安宮與義民廟各為兩大獨立信仰對象。
- 北勢“中壢仁海宮”

仁海宮  位於中壢新街，仁海宮 建於道光18年（1838）3月22日，由各街庄士紳協議捐款建造，同年10月10日起工，兩年之後，也就是道光20年（1840）8月8日完成所有工程。道光 11 年（1831）至北港媽祖宮恭請天上聖母分身。仁海宮 前殿供奉天上聖母，後殿供奉觀世音菩薩。
平鎮北勢屬於中壢仁海宮 十三庄祭祀範圍，北勢地區的民眾信仰其實是以媽祖信仰為主軸，從清代到日治，平鎮北勢地區的百姓較為崇信的廟宇是中壢仁海宮而非平鎮褒忠祠，中壢仁海宮代表的是平鎮北勢地區庄民的精神象徵，而平鎮褒忠祠則類似宋屋宋家的私人廟宇，日後之所以會成為義民信仰的系統，也許是受到宋家在地權勢的影響。而平鎮褒忠祠從創建到擴展都是宋家人士主導一切。

## 漳州認同擴張
漳州認同在北勢地區影響，主要是以信仰、語言為主。北勢地區多以潮州、漳州移民及少數泉州移民，清代文獻，姚瑩<東槎記略>(1829)說：「臺之民不以族分，而以府為氣類；泉人黨泉，漳人黨漳，粵人黨粵，潮雖粵而亦黨漳」，表示潮州人屬於廣東移民，卻因為語言和漳州同為閩南語系，族群分劃時認同漳州人，而非認同一樣來自廣東的粵人(指客家人)。
十九世紀中壢老街-漳州龍溪郭氏 成為北勢地區當地大墾戶。郭家移入中壢老街後，將他們的原鄉神祇「開漳聖王」帶到這裡，並成立開漳聖王神明會，以開漳聖王的名義出租土地。而中壢老街由於地位適中，商務發達，是中壢十三庄最早開發的地方，加上閩業主郭家就定居在老街內，由於佃人需經常來此繳租，在流動之間帶動了老街的繁榮。中壢十三庄的發展，大概是以老街為中心，呈放射狀展開。
漳州認同在北勢地區形成其他原因，粵人認同在北勢地區受到侷限以及大漢溪流域漳州認同擴張。
中壢老街郭家後期因將位於中壢、平鎮的土地幾乎都賣給板橋林家，造成郭家在當地的威望衰退，再加上郭家人口日眾不斷析分家產，也使得他們的產業日漸分化，喪失了當地的控制力。
中壢老街郭氏衰退可能原因除了受到板橋林家崛起、也受到新竹城內(泉州同安)鄭家鄭拱宸、鄭北等人與林家林義煥，各方豪族相互爭奪土地的影響也是促使郭家權衰的原因。

## 交通
台鐵縱貫線大致以東北－西南走向經過北勢地區北部，境內未設站，但中壢車站即在東北側不遠處。該站屬一等站，除部分普悠瑪號、自強號班次外，其餘各級列車均有停靠，由此可前往台鐵沿線各站。
省道台66線為於東西向快速道路系統「東西向快速公路－觀音大溪線」，大致以橫向轉西北－東南走向再轉北北西—南南東走向經過本地區西南部，向西轉西北可前往觀音大潭以連接省道台61線（西部濱海快速道路），向南南東轉東南可前往大溪南興接縣道112甲線以前往國道3號的大溪交流道。
市道110甲線（延平路二段）是大園三塊厝至平鎮宋屋的道路，大致以東北—西南轉東北東—西南西走向經過本地區北部近邊界地帶。由該道路向東北穿越中壢市區至埔頂轉北可前往水尾、五塊厝、三塊厝並止於市道110號本線，向西南西轉西南可前往平鎮宋屋並止於中壢外環道最西南端省道台1線路口。
市道112號（環南路二段～三段）是觀音至大溪崎頂的道路，大致以西北—東南走向轉橫向再轉西南—東北走向經過本地區中部偏北地帶。由該道路向西北經外環境繞過中壢市區後轉向西北可前往新屋、永安漁港等地，向東北至龍岡路二段轉南南東再轉東南可前往八德、大溪等地。
市道113號（中原路、中豐路、中豐路一段）是大園至龍潭十一份的道路，大致以北北東—南南西走向穿越本地區中部偏西地帶。由該道路向北北東可前穿越中壢市區前往青埔、大園等地，向南可前往龍潭、十一份並止於省道台3乙線路口。
市道113甲線（金陵路、金陵路二段～三段）是中壢至龍潭的道路，大致以縱向轉北北西—南南東走向經過本地區東部。由該道路向北可前往中壢市中心南側並止於龍岡路一段路口，向南南東可前往東勢、黃泥塘並止於龍潭市區東北側的省道台3線路口。

## 學校
- 平鎮高中
- 桃園市立中壢國民中學
- 桃園市立平鎮國民中學
- 桃園市平鎮區新榮國民小學
- 桃園市平鎮區新勢國民小學
- 桃園市平鎮區北勢國民小學